# Cyclohexan-1,4-diamin
Cyclohexan-1,4-diamin ist eine chemische Verbindung aus der Gruppe der aliphatischen Amine.

## Isomere
Cyclohexan-1,4-diamin kommt in zwei isomeren Formen vor: 
- cis-Cyclohexan-1,4-diamin[3] und

- trans-Cyclohexan-1,4-diamin.[4]

## Gewinnung und Darstellung
Cyclohexan-1,4-diamin kann durch Aminierung von Cyclohexan-1,4-diol in superkritischem Ammoniak bei hohem Druck gewonnen werden.

## Eigenschaften
Cyclohexan-1,4-diamin ist als Isomerengemisch ein bräunlicher Kristallbrei mit aminartigem Geruch, der löslich in Wasser ist. Sein Aggregatzustand (flüssig oder fest) ist abhängig von der Zusammensetzung. Das cis-Isomer ist flüssig, das Isomerengemisch fest. Seine wässrige Lösung reagiert alkalisch.

## Verwendung
trans-Cyclohexan-1,4-diamin wird zur Herstellung von vollständig aliphatischen Polyimiden verwendet. Es wird auch als strukturleitendes Agens bei der Synthese von neuartigen zweidimensional geschichteten Zinkphosphaten eingesetzt.